# Санта (Дагестан)
Санта — село в Тляратинском районе Дагестана. Входит в сельское поселение сельсовет Шидибский.

## География
Расположено в 17 км к северо-северо-западу от районного центра — села Тлярата, на реке Сараор.

## Население
| 1869 | 1888 | 1895 | 1926 | 1939 | 2010 | 2021 |
| ---- | ---- | ---- | ---- | ---- | ---- | ---- |
| 37   | ↗47  | ↗54  | ↘25  | ↗43  | ↗44  | ↘40  |